# Ліпно (Свецький повіт)
Ліпно (пол. Lipno) — село в Польщі, у гміні Єжево Свецького повіту Куявсько-Поморського воєводства.
Населення — 96 осіб (2011).
У 1975-1998 роках село належало до Бидгощського воєводства.

## Демографія
Демографічна структура станом на 31 березня 2011 року:
|          | Загалом | Допрацездатний вік | Працездатний вік | Постпрацездатний вік |
| -------- | ------- | ------------------ | ---------------- | -------------------- |
| Чоловіки | 55      | 9                  | 41               | 5                    |
| Жінки    | 41      | 7                  | 29               | 5                    |
| Разом    | 96      | 16                 | 70               | 10                   |